# HD 13940
HD 13940，又名CD-41 621，SAO 215831、HR 659，是一颗恒星，视星等为5.91，位于銀經257.7，銀緯-67.91，其B1900.0坐标为赤經2h 10m 29.1s，赤緯-41° -67.91′ 57″。